# 서슬라브어군
서슬라브어군은 슬라브어파를 이루는 세 어파 중 하나로, 주로 동유럽과 중앙유럽 지역의 슬라브 언어들을 말한다.

## 분류
- 레흐어군
  - 포모제어
    - 슬로빈키아어 †사어
    - 카슈브어

  - 폴라브어 †사어
  - 폴란드어
    - 실레지아어
- 소르브어
  - 고지 소르브어
  - 저지 소르브어
- 체코슬로바크어군
  - 슬로바키아어
  - 체코어
  - 판노니아 루신어
- 크난어 †사어